# Myrtle Point
Myrtle Point és una població dels Estats Units a l'estat d'Oregon. Segons el cens del 2000 tenia 2.451 habitants.

## Demografia
Segons el cens del 2000, Myrtle Point tenia 2.451 habitants, 988 habitatges, i 674 famílies. La densitat de població era de 591,5 habitants per km².
Dels 988 habitatges en un 30,3% hi vivien nens de menys de 18 anys, en un 50,9% hi vivien parelles casades, en un 12,9% dones solteres, i en un 31,7% no eren unitats familiars. En el 26,6% dels habitatges hi vivien persones soles el 14,5% de les quals corresponia a persones de 65 anys o més que vivien soles. El nombre mitjà de persones vivint en cada habitatge era de 2,43 i el nombre mitjà de persones que vivien en cada família era de 2,89.
Per edats la població es repartia de la següent manera: un 26,5% tenia menys de 18 anys, un 6,4% entre 18 i 24, un 23,4% entre 25 i 44, un 23,9% de 45 a 60 i un 19,7% 65 anys o més.
L'edat mediana era de 41 anys. Per cada 100 dones de 18 o més anys hi havia 84,7 homes.
La renda mediana per habitatge era de 27.536$ i la renda mediana per família de 31.120$. Els homes tenien una renda mediana de 30.313$ mentre que les dones 20.476$. La renda per capita de la població era de 13.695$. Aproximadament el 15% de les famílies i el 19,8% de la població estaven per davall del llindar de pobresa.

## Poblacions properes
El següent diagrama mostra les poblacions més properes.